# منسفیلد (کانزاس)
منسفیلد، کانزاس (به انگلیسی: Mansfield, Kansas) یک محدوده ثبت‌نشده در ایالات متحده آمریکا است که در شهرستان فینی، کانزاس واقع شده‌است.

## خصوصیات
منسفیلد ۸۵۳٫۱۵ متر بالاتر از سطح دریا واقع شده‌است.